# 短體下眼鱨
短體下眼鱨，為輻鰭魚綱鯰形目鱨科的一個種，為熱帶淡水魚類，被IUCN列為易危保育類動物，分布於亞洲印度喀拉拉邦淡水、半鹹水流域，體長可達45公分，棲息在底層水域，生活習性不明，可做為食用魚及觀賞魚。

## 扩展阅读
維基物種上的相關：短體下眼鱨